# Edifici de La Caixa
L'Edifici de La Caixa és una obra del municipi de Martorell (Baix Llobregat) inclosa en l'Inventari del Patrimoni Arquitectònic de Catalunya.

## Descripció
Es tracta d'un edifici en cantonada, façana arrodonida, planta baixa, 3 pisos i terrat, a més d'una sèrie de cossos sobresortits a diferents nivells. En els extrems, dos paral·lelepípedes coronats per galeria coberta a 4 vessants, ràfec, carteles, composició ceràmica sota coberta. Intercalació d'obra vista i arrebossat; fornícules i figures; esgrafiats amb motius florals, mitològics, filigrana, i escut de l'entitat (en el cos central). És un estudi perfecte de buits i plans: una construcció de gran qualitat rítmica, tècnica i estilística.

## Història
Es va començar la construcció d'aquest edifici al segon quart del s. XX, acabant l'obra el dia l'agost de 1957.